# استیو اشمول
استیو اشمول (به انگلیسی: Steve Schmuhl) (زادهٔ ۱ مارس ۱۹۹۳) شناگر اهل ایالات متحده آمریکا است.